# Milan Chvála
Milam Chvála (Praag, 1936 - 2021) was een Tsjechisch entomoloog.
Chvála studeerde af aan de Faculteit Wetenschappen van de Karelsuniversiteit Praag in 1960. Sinds 1991 was hij vicedecaan van de faculteit Bètawetenschappen van dezelfde universiteit. In 1991 werd hij een Fellow of the Royal Entomological Society of London.
Chvála was gespecialiseerd in vliegen en muggen (Diptera) en hij is vooral bekend om zijn werk aan de Empidoidea (dansvliegachtigen). Zijn persoonlijke collecties van Empidoidea zijn opgenomen in de Hope Entomological Collections van de Universiteit van Oxford.

## Werken
Boeken:
- The horse flies of Europe (Diptera, Tabanidae) (met Leif Lyneborg & Josef Moucha), Copenhagen: Entomological Society of Copenhagen, 1972, 498 pag.
- The Tachydromiinae (Diptera. Empididae) of Fennoscandia and Denmark, Fauna Entomologica Scandinavica 3, 1975, 336 pag.
- The Empidoidea of Fennoscandia and Denmark 2, Fauna Entomologica Scandinavica 12, 1983, 279 pag.
- The Empidoidea (Diptera) of Fennoscandia and Denmark III, Fauna Entomologica Scandinavica 29, 1994, 192 pag.
- The Empidoidea (Diptera) of Fennoscandia and Denmark IV: Genus Hilara, Fauna Entomologica Scandinavica 29, 2005, 234 pag.
- The Types of Diptera (Insecta) described by Pater Gabriel Strobl, Studia Dipterologica Supplement 17. 2008, 281 pag.
- Monograph of the genus Hilara Meigen (Diptera: Empididae) of the Mediterranean region, Studia Dipterologica Supplement 15. 2008, 136 pag.

Artikelen:
- Monograph of northern and central European species of Platypalpus (Diptera, Hybotidae) with data on the occurrence in Czechoslovakia, Acta Univ. Carolinae. Biologica 32. 1989, 209-376pp.

- Bibsys: 90584444
- Bibliothèque nationale de France: cb12111079b (data)
- Gemeinsame Normdatei: 1053321872
- International Standard Name Identifier: 0000 0001 0917 1373
- Library of Congress Control Number: n85208648
- Nationale Bibliotheek van Tsjechië: jk01050412
- Nationale Bibliotheek van Israël: 987007317065705171
- Nederlandse Thesaurus van Auteursnamen: 069626650
- Istituto Centrale per il Catalogo Unico: RAVV072667
- Système universitaire de documentation: 029495407
- Virtual International Authority File: 76347659
- WorldCat: E39PBJmP43cRWycmgMCp3yvPwC